# Saint-Julien, Jura
Saint-Julien je naselje in občina v vzhodnem francoskem departmaju Jura regije Franche-Comté. Leta 2009 je naselje imelo 457 prebivalcev.

## Geografija
Kraj leži v pokrajini Bresse ob reki Suran, 35 km severovzhodno od Bourg-en-Bressa.

## Uprava
Saint-Julien je sedež istoimenskega kantona, v katerega so poleg njegove vključene še občine Andelot-Morval, La Balme-d'Épy, Bourcia, Broissia, Dessia, Florentia, Gigny, Lains, Louvenne, Monnetay, Montagna-le-Templier, Montfleur, Montrevel, Villechantria in Villeneuve-lès-Charnod s 1.987 prebivalci (v letu 2009).
Kanton Saint-Julien je sestavni del okrožja Lons-le-Saunier.

## Zanimivosti
- cerkev sv. Janeza Krstnika;